# Manuscrito de Gorica

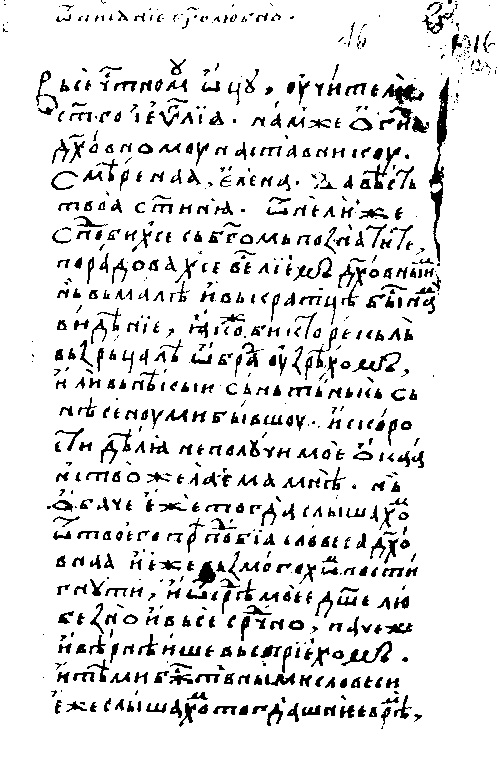
El Gorički zbornik (serbio cirílico: Горички зборник) o el Almanaque de Gorica o Gorica Miscellany o el Manuscrito de Gorica es una colección de manuscritos medievales serbios escritos por Jelena Balšić y el monje Nikon de Jerusalén en el periodo entre 1441 y 1442 en la iglesia Jelena construida en la isla Gorica en el lago Skadar. Su nombre es un derivado del nombre de la iglesia.

## Cubiertas
Jelena escribió al monje una carta el 25 de noviembre de 1442, la cual muestra que ella tuvo su propia biblioteca  y que en 1441 basado en sus instrucciones su canciller Doberko ordenó que se hiciesen unas cubiertas de libro de plata y decoradas con una imagen de Jesús de un orfebre de Kotor de nombre Andrija. Lo que hace suponer que estas cubiertas estuvieron hechas para el manuscrito de Gorica, a pesar de que sea más tarde descubierto dentro de cubiertas de cuero y madera.

## Nikon de Jerusalén
Nikon cambió su nombre a Nikandar de Jerusalén después de que emprendiese deberes monásticos superiores. Además del manuscrito de Gorica, Nikon escribió otra colección de manuscrito conocidos como Šestodnev en 1439/1440 el cual se preserva en Savina Monasterio.